# Daïra d'Aokas
La daïra d'Aokas est une circonscription administrative algérienne située dans la wilaya de Béjaïa et la région de Petite Kabylie. Son chef-lieu est situé dans la commune éponyme d'Aokas.
La daïra regroupe les deux communes d'Aokas et Tizi N'Berber.

## Géographie

### Localisation
| Mer Méditerranée, Tichy    | Mer Méditerranée           | Souk El Ténine           |
| Tichy                      | daïra d'Aokas              | Souk El Ténine, Darguina |
| Bouandas (Wilaya de Sétif) | Bouandas (Wilaya de Sétif) | Darguina                 |